# Jenna Haze
Jenna Haze (Fullerton, 22 febbraio 1982) è un'ex attrice pornografica statunitense.
Debuttante nell'industria porno a 19 anni nel 2001, tra il 2002 e il 2005 fu sotto contratto per Jill Kelly Productions. Nel suo palmarès figurano diversi riconoscimenti tra cui il premio AVN, il premio XBIZ e l'Hot d'or.

## Biografia
Jenna Haze è nata a Fullerton, in California. È stata cresciuta nella città di La Habra e successivamente si è trasferita nel Minnesota. A quindici anni ha lasciato la scuola e ha cominciato a lavorare per aiutare la propria famiglia. Ha lavorato come cameriera in diversi fast food, commessa in un negozio di giocattoli e addetta al cambio dell'olio in un'officina. A diciotto anni ha avuto un giorno di prova come spogliarellista in uno strip club, ma ha lasciato l'impiego perché non era di suo gradimento.

## Carriera

### L'esordio
A diciannove anni la Haze frequentava con alcune sue amiche diversi nightclub di Orange County. In uno di questi chiamato The Boogie ha conosciuto un gruppo di persone che aveva delle conoscenze nel settore dell'industria pornografica. Tramite queste ultime ha incontrato il pornoattore Craven Moorehead che in un colloquio le chiese se era interessata a entrare nel settore. Lei accettò la proposta e il giorno dopo girò una scena di prova per il film The Oral Adventures of Craven Moorehead che prevedeva solo del sesso orale con Craven Moorehead e un suo collega, ma durante le riprese la Haze si sentì talmente coinvolta che finì per avere un rapporto completo con entrambi. Il giorno successivo ha poi girato la sua prima scena ufficiale con Miles Long per Service Animals 4 diretto da Joey Silvera.

### L'esclusiva con la Jill Kelly Production
Nel febbraio del 2002 è stata chiamata per la prima volta a girare per la compagnia Jill Kelly Production, diretta dalla stessa pornoattrice Jill Kelly. Quest'ultima era la regista del film in cui la Haze si esibiva in una scena di sesso anale con Steven St. Croix. Dopo aver visionato l'esibizione, la Kelly decise di offrirle un contratto in esclusiva per la propria compagnia e la Haze accettò. Durante il periodo di contratto aveva cominciato una relazione con un cameramen. La Haze ha dichiarato che la relazione era seria e non le sembrava giusto lavorare con altri uomini mentre era legata sentimentalmente con un altro, così decise insieme a Jill Kelly di non girare più scene di genere etero. Nel 2003 ha vinto il premio Best New Starlet e la scena in cui si masturbava all'interno del film Big Bottom Sadie ha vinto il premio Best Solo Sex Scene agli AVN Awards. Nel 2004 ha partecipato al documentario della HBO intitolato Pornucopia, che esaminava in sei puntate il mondo dell'industria pornografica statunitense con contributi e interviste alle personalità del settore.

### Il ritorno alle scene etero
Nell'aprile del 2005 lascia la Jill Kelly Production. La Haze ha spiegato che le ragioni per cui non ha rinnovato il contratto in esclusiva con la compagnia di Jill Kelly erano varie, in primis perché quest'ultima aveva lasciato la direzione, ma anche perché sentiva il bisogno di non essere legata ad una compagnia in particolare, in modo da avere libertà di scelta su quando lavorare e in che film partecipare, motivo per cui si era anche liberata del proprio agente in modo da curare essa stessa i propri interessi. La Haze aveva anche interrotto la relazione col proprio fidanzato e per questo era ritornata ad esibirsi in scene di genere etero nel 2006 nel film Jenna Haze Dark Side. Il film è stato diretto da Jules Jordan, inoltre la scena insieme al pornoattore afroamericano Mr. Marcus è stata per lei la prima di genere interrazziale e la scena di sesso orale insieme ad altri cinque colleghi ha vinto il premio Best Oral Sex Scene (Video) agli AVN Awards del 2007. Nel 2008 la sua scena in coppia con Manuel Ferrara nel film Evil Anal 2 ha vinto il premio Best Couples Sex Scene (Video) agli AVN Awards.

### Il lancio della Jennaration X Studios
Il 10 gennaio 2009 la Haze, insieme alla pornostar Belladonna, ha presentato lo show degli AVN Awards e ha vinto il premio Female Performer of the Year. Nei primi mesi del 2009 ha lanciato la sua compagnia di produzione chiamata Jennaration X Studios, in cui lei ha operato da regista e i film prodotti sono stati distribuiti dalla Jules Jordan Video. Il primo film pornografico diretto come regista dalla Haze è stato Cum-Spoiled Slut distribuito il 23 marzo 2009. Nello stesso anno ottiene il Female Performer of the Year anche agli XBIZ Awards e XRCO Awards, diventando la prima attrice a vincere nello stesso anno tutti e tre i premi.

### Ritiro
Il 7 febbraio 2012, Jenna Haze ha annunciato il suo ritiro come performer tramite un video sul suo canale YouTube seguito da una conferenza. Ha annunciato inoltre che continuerà le attività nel mondo del porno come regista e produttrice. Nello stesso anno è stata inserita nella Hall of Fame dagli AVN Awards.

### Altre attività
Jenna Haze ha anche partecipato a due film non pornografici interpretando ruoli minori, nel 2007 in Suxbad - Tre menti sopra il pelo e nel 2009 in Crank: High Voltage.

## Palmarès
AVN Awards
- 2003 - Best New Starlet[6]
- 2003 - Best Solo Sex Scene per Big Bottom Sadie[21]
- 2007 - Best Group Sex Scene - Video per Fashionist Safado; The Challange con Adrianna Nicole, Flower Tucci, Sandra Romain, Sasha Grey, Nicole Sheridan, Marie Luv, Carolina Pierce, Lea Baren, Jewell Marceau, Jean Val Jean, Cristian XXX, Vodoo, Chris Charming, Erik Everhard, Mr Pete e Rocco Siffredi[22]
- 2007 - Best Oral Sex Scene (video) per Jenna Haze Dark Side con Scott Lyons, Arnold Schwartzenpecker, Johnny Fender, Trent Sulari e Donny Long[23]
- 2008 - Best Couples Sex Scene (video) per Evil Anal 2 con Manuel Ferrara[24]
- 2009 - Female Performer of the Year[12]
- 2009 - Best Tease Performance per Pretty As They Cum[25]
- 2011 - Best All-Girl Sex Scene (film) per Meow! con Monique Alexander[26]
- 2011 - Favorite Performer (Fan Award)[27]
- 2012 - Hall of Fame - Video Branch

XBIZ Awards
- 2009 - Female Performer of the Year[28]

XRCO Award
- 2007 - Best On-screen Chemistry per Fashionistas Safado: The Challenge con Gianna Michaels e Rocco Siffredi[29]
- 2008 - Orgasmic Oralist[30]
- 2009 - Female Performer of The Year[31]
- 2010 - Orgasmic Analist[32]
- 2011 - Orgasmic Oralist[33]
- 2012 - Hall of Fame[34]

F.A.M.E. Award
- 2006 - Favorite Butt[35]
- 2007 - Favorite Oral Starlet[36]
- 2008 - Favorite Anal Starlet[37]
- 2009 - Favorite Oral Starlet[38]
- 2009 - The Dirtiest Girl in Porn[38]
- 2010 - Favorite Anal Starlet[39]
- 2010 - The Dirtiest Girl in Porn[39]

Altri premi
- Hot d'or per la miglior attrice statunitense[40]

## Filmografia selezionata

### Attrice
- Screwless (2003)
- Evil Anal 2 (2007)
- Pretty as They Cum 1 (2008)
- Suxbad - Tre menti sopra il pelo (2007)
- Crank: High Voltage (2009)

### Regista
- Gonzo Jenna Haze Style (2005)
- Jenna Haze's Secret Desires (2006)
- Anal Academics (2009)
- Cum-Spoiled Sluts (2009)
- Sexual Blacktivity 1 (2009)
- Cum-Spoiled Brats (2010)
- Just Jenna 1 (2010)
- Legs Up Hose Down (2010)
- Meow (2010)
- Sexual Blacktivity 2 (2010)
- Breast in Class 1: Naturally Gifted (2011)
- Breast in Class 2: Counterfeit Racks (2011)
- Just Jenna 2 (2011)
- Meow 2 (2012)
- Meow 3 (2013)